# Auguste Labussière
Pour les articles homonymes, voir Labussière.
Auguste Labussière, né Jean Justin Labussière le 21 septembre 1863 à Bénévent-l'Abbaye et mort en son domicile le 14 juillet 1956 dans le 17e arrondissement de Paris, est un architecte français. Il se spécialisa dans la réalisation d'habitations à bon marché (HBM), particulièrement pour la fondation de Madame Jules Lebaudy.

## Réalisations
- HBM, 124-128 avenue Daumesnil, Paris XIIe arrondissement (1908)
- Hôtel pour hommes célibataires, devenu le palais de la Femme, 94-98 rue de Charonne, Paris XIe arrondissement, avec Charles Longerey (1910)
- HBM, 5-7 rue d’Annam, 2 à 8 rue Boyer et 40 rue de la Bidassoa, Paris XXe arrondissement (1913)
- HBM, rue de Cronstadt (1913)
- HBM, rue de la Saïda, Paris XVe arrondissement (1914)
- HBM, rue Cartault, Puteaux (1921)[3]